# 암석권-연약권 경계

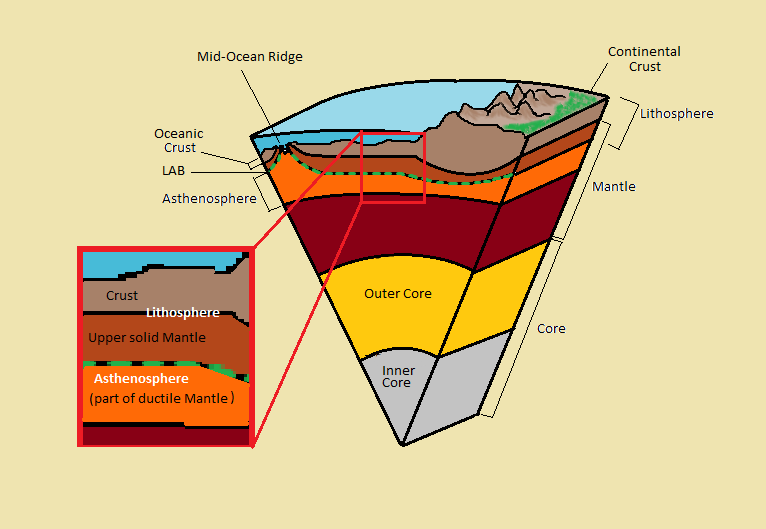
지구 내부 구조의 도표. 암석권은 지각과 상부 고체 맨틀(암석권 맨틀)로 구성된다. 녹색 점선은 LAB를 표시한다.

암석권-연약권 경계(Lithosphere–asthenosphere boundary, 지구물리학자는 LAB로 지칭)는 지구 내부 구조의 층 간 역학적 차이를 나타내는 경계다. 지구 내부 구조는 화학적으로(지각, 맨틀, 핵) 그리고 역학적으로 분류할 수 있다. 암석권-연약권 경계는 지구의 더 차갑고 단단한 암석권과 더 따뜻하고 연성인 연약권 사이에 있다. 경계의 실제 깊이는 환경에 따라 달라지는 것으로 알려져 있으며 여전히 논쟁과 연구의 주제이다. 다음 개요는 이리나 아르테미예바의 연구 보고서 "The Lithosphere"의 장을 따른다.

## 정의
LAB는 낟알 크기, 화학 조성, 열적 특성, 부분용융 정도를 포함한 암석권과 연약권의 차이에서 결정된다. 이들은 암석권과 연약권의 유변학적 차이에 영향을 미치는 요인들이다.

### 역학적 경계층 (MBL)
LAB는 역학적으로 강한 암석권과 약한 연약권을 분리한다. LAB까지의 깊이는 지표면의 하중(예: 화산에 의한 굽힘)으로 인해 암석권이 겪은 굽힘의 양으로 추정할 수 있다. 굽힘은 강도의 한 관찰이지만, 지진도 "강한" 암석과 "약한" 암석 사이의 경계를 정의하는 데 사용될 수 있다. 지진은 주로 오래되고 차가운 암석권 내에서 약 650 °C까지의 온도에서 발생한다. 이 기준은 해양 암석권에서 특히 잘 작동하는데, 이는 암석의 나이를 기반으로 깊이의 온도를 합리적으로 쉽게 추정할 수 있기 때문이다. 이 정의를 사용할 때 LAB는 가장 얕다. MBL은 암석권과 거의 동일시되지 않는데, 이는 일부 지질학적으로 활발한 지역(예: 분지 및 산맥 지대)에서는 MBL이 지각보다 얇고 LAB가 모호로비치치 불연속면 위에 위치하기 때문이다.

### 열적 경계층 (TBL)
열적 경계층(TBL)으로서의 LAB 정의는 온도에서 오는 것이 아니라 열 전달의 지배적인 메커니즘에서 온다. 암석권은 강하기 때문에 대류하는 암괴를 지지할 수 없지만, 아래의 대류하는 맨틀은 훨씬 약하다. 이 틀에서 LAB는 두 가지 열 전달 체제(열전도 대 대류)를 분리한다. 그러나 연약권에서 주로 대류를 통해 열을 전달하는 영역에서 전도하는 암석권으로의 전환은 반드시 갑작스럽지는 않으며, 대신 혼합되거나 시간적으로 변동하는 열 전달의 넓은 영역을 포함한다. 열적 경계층의 상단은 열이 전도에 의해서만 전달되는 최대 깊이이다. TBL의 하단은 열이 대류에 의해서만 전달되는 가장 얕은 깊이이다. TBL 내부의 깊이에서는 열이 전도와 대류의 조합으로 전달된다.

### 유변학적 경계층 (RBL)
LAB는 유변학적 경계층(RBL)이다. 지구의 얕은 깊이에서의 더 낮은 온도는 암석권의 점성도와 강도에 영향을 미친다. 암석권의 더 차가운 물질은 흐름에 저항하는 반면, 연약권의 "더 따뜻한" 물질은 낮은 점성도에 기여한다. 깊이가 증가함에 따라 온도가 증가하는 것은 지온 기울기로 알려져 있으며 유변학적 경계층 내에서 점진적이다. 실제로 RBL은 맨틀 암석의 점성도가 약 {\displaystyle 10^{21}Pa\cdot s} 아래로 떨어지는 깊이로 정의된다.
그러나 맨틀 물질은 비뉴턴 유체이다. 즉, 그 점성도는 변형률에도 의존한다. 이것은 LAB가 응력의 변화로 인해 위치를 바꿀 수 있음을 의미한다.

### 조성 경계층 (CBL)
LAB의 또 다른 정의는 깊이에 따른 맨틀 조성의 차이를 포함한다. 암석권 맨틀은 초고철질이며 물, 칼슘, 알루미늄과 같은 대부분의 휘발성 성분을 잃었다. 이러한 고갈에 대한 지식은 맨틀 포획암의 조성에 기초한다. CBL 바닥까지의 깊이는 맨틀에서 추출한 감람석 샘플 내 고토감람석의 양으로 결정될 수 있다. 이는 원시 맨틀 또는 연약권 맨틀의 부분 용융이 마그네슘이 풍부한 조성을 남기기 때문이며, 마그네슘 농도가 원시 맨틀과 일치하는 깊이가 CBL의 바닥이 된다.

## LAB 깊이 측정

### 지진 관측
지진학적 LAB(즉, 지진학적 관측을 사용하여 측정됨)는 저속도대(LVZ) 위에 지진학적으로 빠른 암석권(또는 암석권 뚜껑)이 존재한다는 관측값으로 정의된다. 지진파 토모그래피 연구는 LAB가 순수하게 열적이지 않고, 오히려 부분 용융에 의해 영향을 받는다는 것을 시사한다. LVZ의 원인은 다양한 메커니즘으로 설명될 수 있다. LVZ가 부분 용융에 의해 생성되었는지 여부를 결정하는 한 가지 방법은 지구의 전기 전도도를 지자기 이상대 조사(MT) 방법을 사용하여 깊이의 함수로 측정하는 것이다. 부분 용융은 전도도를 증가시키는 경향이 있으며, 이 경우 LAB는 저항성 암석권과 전도성 연약권 사이의 경계로 정의할 수 있다.
맨틀 흐름은 광물(예: 감람석)의 정렬을 유도하여 지진파에서 관측 가능한 이방성을 생성하므로, 지진학적 LAB의 또 다른 정의는 이방성 연약권과 등방성 암석권(또는 다른 이방성 패턴) 사이의 경계이다.
지진 LVZ는 베노 구텐베르크가 처음 인식했으며, 그의 이름은 때때로 해양 암석권 아래의 지진 LAB의 바닥을 지칭하는 데 사용된다. 구텐베르크 불연속면은 많은 연구에서 예상되는 LAB 깊이와 일치하며, 오래된 지각 아래에서 더 깊어지는 것으로 밝혀져 불연속면이 LAB와 밀접하게 연관되어 있다는 주장을 뒷받침한다. 변환된 지진파 위상의 증거는 대륙 지각 아래 90~110 km 깊이에서 횡파 속도의 급격한 감소를 나타낸다. 최근 지진학 연구는 해양 분지 아래 50~140 km 깊이에서 횡파 속도가 5–10% 감소함을 나타낸다.

### 해양 암석권 아래

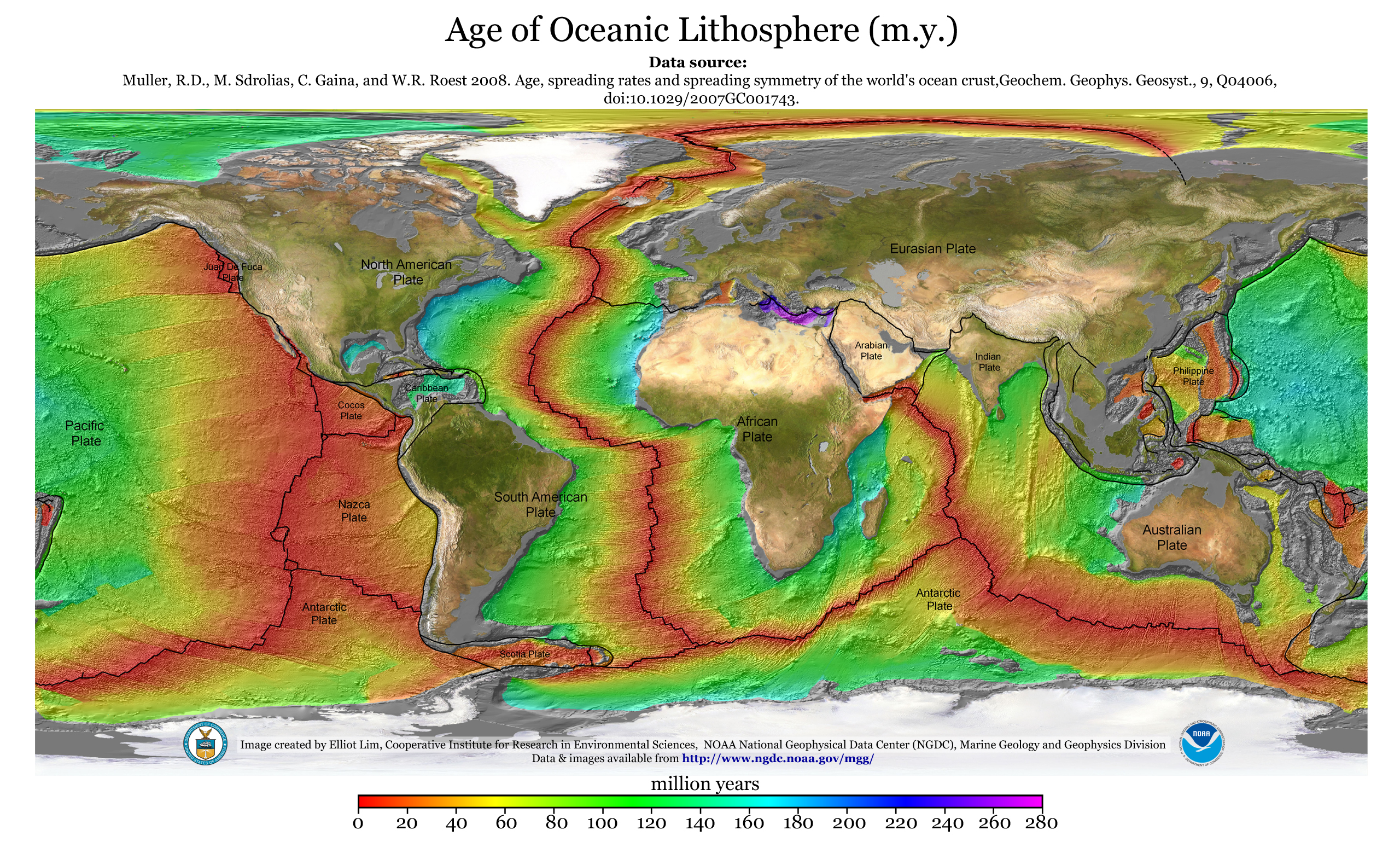
해양 암석권의 나이.

해양 지각 아래에서 LAB는 50~140 km 깊이에 분포하며, 해령 근처에서는 새로 생성되는 지각의 깊이보다 LAB가 깊지 않다. 지진 증거는 해양판이 시간이 지남에 따라 두꺼워짐을 보여준다. 이는 해양 암석권 아래의 LAB도 판의 나이에 따라 깊어진다는 것을 시사한다. 해양 지진계 데이터는 태평양판과 필리핀판 아래에 날카로운 나이 의존적 LAB를 나타내며, 이는 해양 암석권 두께의 열적 제어에 대한 증거로 해석되었다.

### 대륙 암석권 아래
대륙 암석권에는 강괴로 알려진 매우 오래되고 안정적인 부분이 포함되어 있다. 이 지역의 LAB는 특히 연구하기 어렵고, 대륙의 이 오래된 부분 내의 암석권이 가장 두껍고 강괴 아래에서 두께에 큰 변화를 보이는 것으로 나타났으며, 이는 암석권 두께와 LAB 깊이가 나이에 따라 달라진다는 이론을 뒷받침한다. 이 지역(순상지와 대륙판으로 구성됨) 아래의 LAB는 200~250 km 깊이로 추정된다. 현생누대 대륙 지각 아래의 LAB는 약 100 km 깊이다.